# 6LoWPAN
الگو:ویکی‌ساآثقثزی

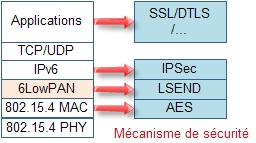
عکس نشان دهنده پروتکل اینترنت نسخه 6

6LoWPAN واژه اختصاری برای پروتکل فشرده سازی سرآیندهای پروتکل اینترنت نسخه ۶ بر روی شبکه‌های کم توان شبکه شخصی است. این پروتکل توسط کارگروهی در کارگروه مهندسی اینترنت طراحی و توسعه یافته‌است.
با مطرح شدن اینترنت چیزها که در آن نیاز به فراهم آوردن یک شبکه شخصی از دستگاه‌ها با ظرفیت‌های متفاوت و گوناگون نیاز به طراحی و توسعه یک شبکه با قابلیت کاهش توان مصرفی در دستگاه‌ها پدید آمد. در این نوع شبکه‌ها هر گره دارای محدودیت‌های متعددی هستند از جمله محدودیت در توان پردازشی، محدودیت در حافظه، محدودیت در منابع (دستگاه‌هایی که از باتری استفاده می‌کنند). با توجه به این محدودیت‌ها استفاده از پروتکل اینترنت نسخه ۶ در این نوع شبکه‌ها منجر به هزینه‌های زیادی می‌شود. در پروتکل اینترنت نسخه ۶ سرآیند هر بسته ۴۸ بایت فضا نیاز دارد و انتقال این سرآیند در ابتدای هر بسته شبکه کاری دشوار و پر هزینه با توجه به محدودیت هاست به همین منظور پروتکل 6LoWPAN با هدف فشرده سازی در این سرآیند طراحی شده‌است.

## معماری 6LoWPAN
از اتصال جزیره‌های دستگاه‌های نهفته بیسیم، اینترنت نهفته بیسیم ساخته می‌شود. در اینجا به هر جزیره یک شبکه خرد گفته می‌شود. در واقع، یک شبکه خرد، شبکه ای است که در آن بسته‌های IP ارسال و دریافت می‌گردد ولی هرگز به عنوان یک گذر به شبکه‌های دیگر عمل نمی‌کند. معماری 6LoWPAN نیز به عنوان یک اینترنت بیسیم نهفته، از شبکه‌های کم توان بیسیم (LowPANها) ساخته می‌شود که هر LowPAN یک شبکه خرد در پروتکل اینترنت نسخه ۶ است.
سه نوع متفاوت LowPAN تعریف می‌شوند: LowPANهای ساده، LowPANهای گسترده و LowPANهای تک منظوره. یک LowPAN مجموعه ای از گره‌های 6LowPAN است که پیشوند آدرس (۶۴ بیت اول از ۱۲۸ بیت آدرس) یکسانی در پروتکل IPv6 دارند. به این ترتیب جدا از این که گره در کدام قسمت یک LowPAN قرار دارد، آدرس آن در پروتکل IPv6 یکسان خواهد بود. یک LowPAN تک منظوره به شبکه دیگری متصل نیست و در عوض به عنوان یک زیرساخت مجزا عمل می‌کند. LowPAN ساده از طریق یک مسیریاب مرزی به شبکه دیگری متصل می‌شود. 6LowPAN گسترده شامل چندین مسیریاب مرزی با لینک مشترک است.
LowPANها از طریق مسیریاب‌های مرزی به شبکه‌های دیگر اینترنت متصل اند. یک مسیریاب مرزی نقش مهمی را در معماری 6LowPAN ایفا می‌کند. این مسیریاب‌ها ترافیک را به داخل یا خارج LowPAN هدایت می‌کند و در عین حال فشرده سازی پروتکل 6LowPAN را رسیدگی می‌کنند و شبکه‌های همسایه را شناسایی می‌کنند. همچنین اگر LowPAN به یک شبکه IPv4 متصل شود، مسیریاب‌های مرزی باید به مطابقت بسته‌ها با IPv4 هم رسیدگی کنند. در یک LowPAN می‌توانیم با استفاده از یک لینک مشترک از وجود چندین مسیریاب بهره ببریم. یک LowPAN از تعدادی گره که می‌تواند نقش مسیریاب یا میزبانی وب داشته باشد، تشکیل شده‌است.

## فشرده سازی سرآیند IPv6
در این قسمت شیوه کدگذاری LOWPAN_IPHC را برای فشرده سازی سرآیند IPv6 معرفی می‌کنیم. برای برقراری امکان فشرده سازی مؤثر LOWPAN_IPHC از اطلاعاتی که در همه 6LowPAN وجود دارد استفاده می‌کند.
LOWPAN_IPHC فرض می‌کند آنچه در پایین توضیح داده شده‌است حالت معمول برای انتقال داده‌است:
- نسخه اطلاعات ۶ است.
- شکل‌دهی_ترافیک و جریان ترافیک (شبکه‌های کامپیوتری) هر دو صفر هستند.
- ظرفیت ترایری از لایه‌های پای ر استنتاج می‌شود: یا قطعه قطعه مردن سرآیند 6LowPAN یا سرآیند IEEE_802.15.4.
- حد پرش (شبکه) یک مقدار خوبی شناخته شده توسط منبع اطلاعات است.

آدرس‌هایی که به وسیله 6LowPAN تخصیص می‌سابند با استفاده از پیشوندهای ارتباط محلی هستند یا زیر مجموعهٔ کوچکی از پیشوندهای قابل دسترسی که می‌توان اختصاص داد. آدرس‌های تخصیص یافته به واسط‌های 6LowPAN مستقیماً از آدرس‌های گسترش یافتهٔ ۶۴ بیتی یا آدرس‌های کوتاه ۱۶ بیتی استاندارد IEEE802.15.4 به دست می‌آیند.
| In-Line IPv6 Header Fields | Dispatch + LOWPAN_IPHC (2-3 Octests) |

کدگذاری LOWPAN_IPHC از ۱۳ بیت استفاده می‌کند که ۵ بیت سمت راست آن مربوط به نوع ارسال است. کدگذاری ممکن است یک بایت دیگر برای پشتیبانی از شرایط اضافه نیز گسترش یابد.
هر اطلاعاتی از بخش‌های فشرده سازی نشده سرآیند نسخه ۶ در بخش in-line به نتهای سرآیند افزوده می‌شود.
زمانی که مسیریابی بر روی IPhop انجام می‌شود، LOWPAN _IPH می‌تواند سرآیند مربوط به IPv6 را تا ۷ بایت کاهش دهد. (۱ بایت برای گسیل کردن، ۱ بایت برای LOWPAN _IPH، ۱بایت برای Hoplimit، ۲ بایت برای آدرس مبدأ، ۲ بایت برای آدرس مقصد) البته ممکن است که Hoplimit قابل فشرده سازی نباشد لذا ممکن است هر مقداری به خود بگیرد.
فشرده سازی آدرس‌های دارای حالت باید برای آدرس IPv6 مبدأ ئ مقصد استفاده شود.

## شیوه فشرده سازی 6LowPAN_IPHC
در این بخش به چگونگی فشرده سازی LOWPAN_IPHC می‌پردازیم. با توجه به این موضوع که بخش‌های حذف نشده بلافاصله بعد از LOWPAN_IPHC می‌آیند. یا در قابل فشرده شده یا به صورت کامل.
| DAM | DAC | M | SAM | SAC | CID | HLIM | NH | TF | ۱ | ۱ | ۱ | ۰ |

۲ بیت: TF(Traffic Class, Flow Label)
۱ بیت :NH(Next Header)
۲ بیت :HLIM(Hop Limit)
۱ بیت :CID(Context Identifier Extension)
۱ بیت :SAC(Source Address Compression)
۲ بیت :SAM(Source Address Mode)